# Ohvida isolata
Ohvida isolata là một loài nhện trong họ Ctenidae.
Loài này thuộc chi Ohvida. Ohvida isolata được Elizabeth Bangs Bryant miêu tả năm 1940.